# Богдан А091

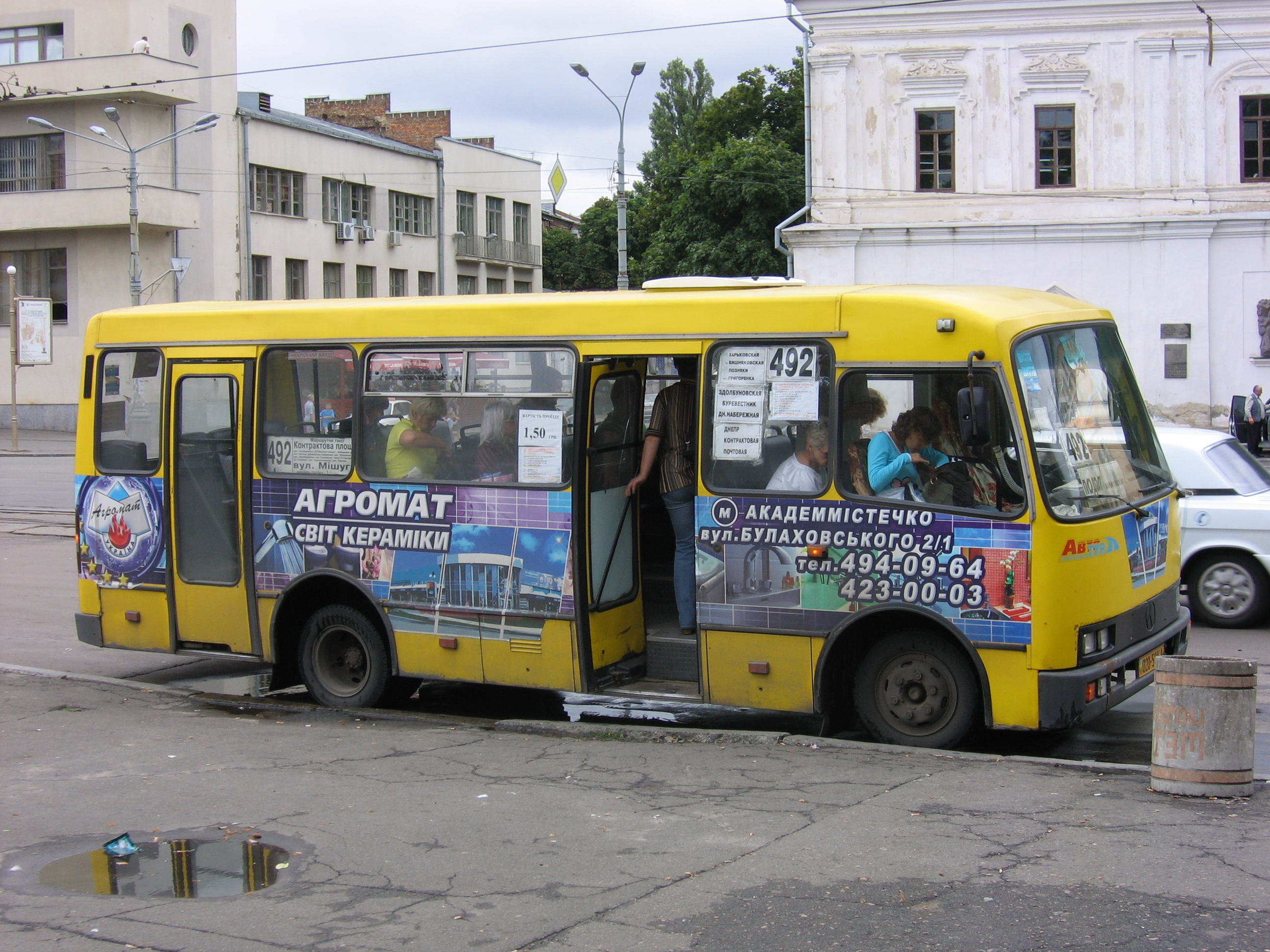
Богдан А091 в Киеве

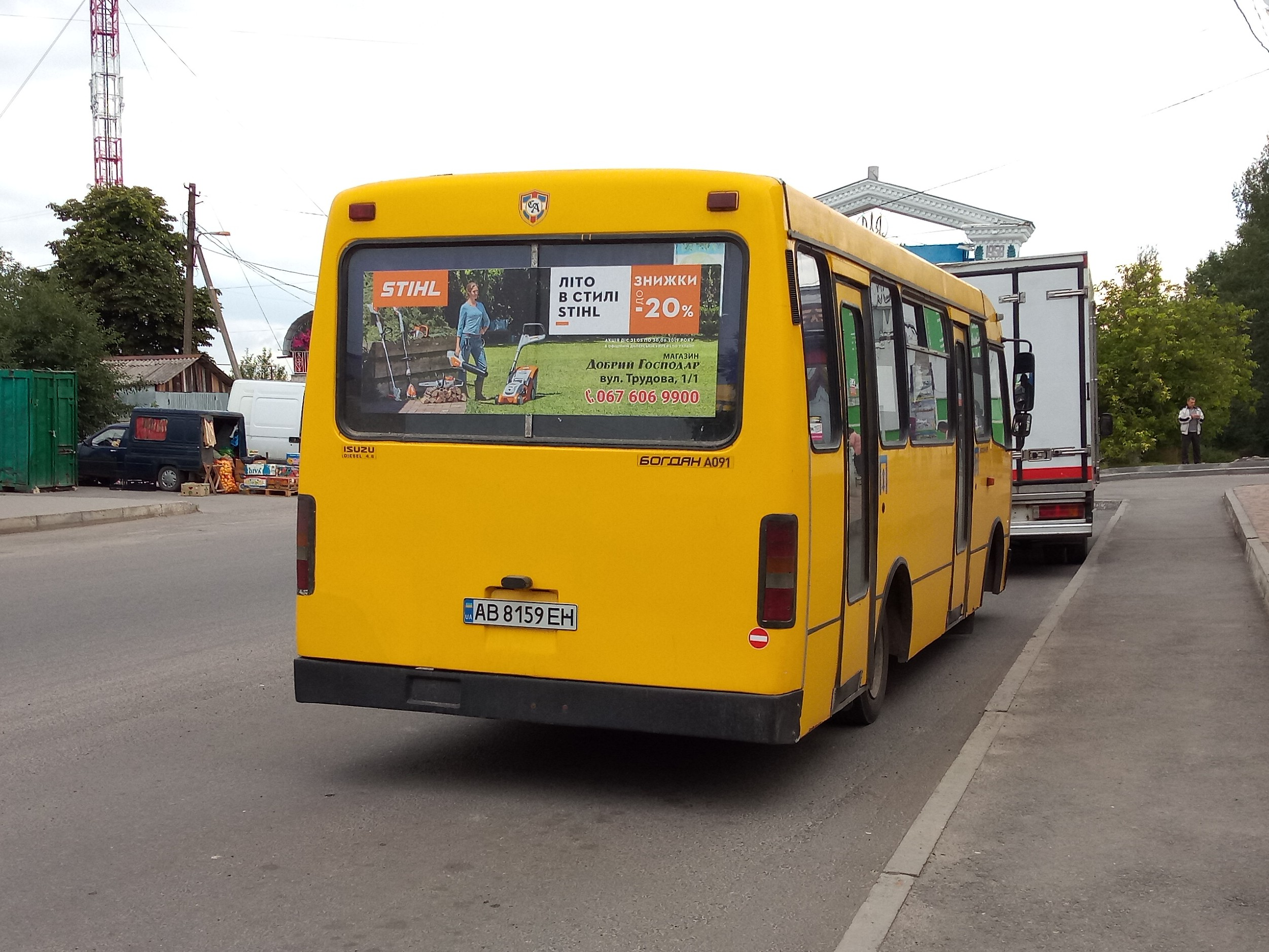
Богдан А091 в Жмеринке

Богдан А091 — украинский высокопольный автобус среднего класса, серийно выпускавшийся корпорацией «Богдан» с 1999 по 2005 год. Вытеснен с конвейера моделью Богдан А092.

## История
Автобус Богдан А091 впервые был представлен 25 мая 1999 года на выставке SIA'99. Его конкурентом считается ПАЗ-3205.
Модель произведена предприятием АО «Укравтобуспром». Первые экземпляры отличались от последующих вклееными стеклами, иной формой боковых окон в кабине и компоновкой салона. Компоновка сидений четырёхрядная, возле задней двери присутствует накопительная площадка.
Изначально двигатель и трансмиссия были взяты от японского производителя Isuzu, но с 2002 года эти узлы стали выпускаться в Польше концерном Isuzu Motors Polska.
Кроме базовой городской модификации, существовали также междугородняя А091.1, серийно выпускаемая с 2001 года, и опытная школьная А091.2, серийно выпускаемая с 2002 года.
С 2001 года концерн «Укрпроминвест» и харьковское производственное предприятие «Квант» приступили к разработке передвижной рентгено-флюорографической лаборатории «Индиарс-П».
Производство завершилось в 2005 году.